# Aleksy Awdiejew
Aleksy Awdiejew, również Alosza Awdiejew (ros. Алексей Алексеевич Авдеев, Aleksiej Aleksiejewicz Awdiejew; ur. 18 lipca 1940 w Woroszyłowsku) – polski aktor filmowy, piosenkarz, językoznawca pochodzenia rosyjskiego. Do Polski przyjechał na studia w 1967, na stałe w 1974. Od 1993 posiada obywatelstwo polskie. 

## Życiorys
Jego ojciec Alieksiej Alieksejewicz Awdiejew, biolog z wykształcenia, służył w NKWD. W dzieciństwie mieszkał w Bielcach w Mołdawii. Rodzice rozwiedli się w 1950. Od 1952 po ponownym małżeństwie matki mieszkał w Moskwie. Uczył się w Szkole Muzycznej im. Gniesinych.
W 1962 został dyrygentem chóru i orkiestry Narodowego Zespołu Pieśni i Tańca w Maryjskiej Republice Autonomicznej w Joszkar-Ole. 
W połowie lat 60. rozpoczął studia filologii angielskiej w Moskwie, w czasie których zainteresował się językoznawstwem. W 1967 wyjechał na studia polonistyczne na Uniwersytecie Jagiellońskim, gdzie uczył się m.in. u Marii Dłuskiej. Dzięki Andrzejowi Drewniakowi zaczął uprawiać karate kyokushin w KS Wisła, które potem wprowadził do zajęć studium WF na uniwersytecie. 
Po studiach krótko pracował jako tłumacz w Radio Moskwa. W 1974 wyjechał na stałe do Krakowa, gdzie rozpoczął pracę w Instytucie Filologii Wschodniosłowiańskiej UJ.
Trzykrotnie żonaty. W czasie studiów poznał i ożenił się ze swą pierwszą, polską żoną. Rozstali się w 1976. Z trzecią żoną, tenisistką Małgorzatą Rejdych (mistrzyni Polski w mikście) ma dwóch synów. Mieszka w Bolechowicach pod Krakowem.

## Działalność artystyczna
Od 1975 związany jest z krakowskim kabaretem „Piwnica pod Baranami”, gdzie występuje w trio z Kazimierzem Adamczykiem (kontrabas)  oraz Michałem Kaniewskim (gitara), śpiewając romanse rosyjskie i cygańskie oraz piosenki odeskie i żydowskie okraszone humorem. W latach 1975–1980 współpracował jako pianista z krakowskimi zespołami jazzowymi Beale Street Band i Playing Family. Wykonuje utwory Aloszy Dimitrijewicza, cygańskiego śpiewaka rosyjskiego.
Od 1990 występuje w trio gitarowym z Kazimierzem Adamczykiem i Markiem Piątkiem, dając liczne koncerty w kraju i za granicą. Nagrywa płyty oraz programy telewizyjne i radiowe. Jest stałym felietonistą miesięcznika psychologicznego „Charaktery” i członkiem Rady Naukowej tego magazynu.

## Działalność naukowa
Absolwent filologii polskiej na Uniwersytecie Jagiellońskim (1972). W latach 1974–2001 pracownik naukowy Instytutu Filologii Wschodniosłowiańskiej UJ, gdzie pełnił funkcje wicedyrektora ds. studenckich (1994–1998) oraz kierownika Zakładu Języka Rosyjskiego (1996–2001). Od 2001 pracuje w Instytucie Rosji i Europy Wschodniej UJ, gdzie zajmuje się głównie pragmalingwistyką i gramatyką komunikacyjną. Członek Polskiego Towarzystwa Językoznawczego. W 1978 – doktor nauk humanistycznych (rozprawa: Interferencja foniczna w mowie rosyjskiej Polaków). W 1980 pracował w Trinity College w Dublinie jako visiting professor. Twórca koncepcji gramatyki komunikacyjnej. W 1986 doktor habilitowany. Od 2005 roku profesor nauk humanistycznych.
Współpracował ze Zbigniewem Nęckim i Grażyną Habrajską. 

## Filmografia
Role aktorskie
- Gorączka (1980) jako adiutant
- Europa, Europa (1990) jako major radziecki
- Ekstradycja (1995) jako Zajcew, rezydent mafii rosyjskiej w Polsce (odc. 1-6)
- Horror w Wesołych Bagniskach (1995) jako komisarz
- Pułkownik Kwiatkowski (1995) jako oficer radziecki
- Złotopolscy  (1997) jako Fiodor Dunin, wspólnik Waldka Złotopolskiego
- Syzyfowe prace (2000) jako inspektor, w 1. odcinku
- Tajemnica twierdzy szyfrów (2007) jako marszałek Iwan Koniew
- Świat według Kiepskich (2008) jako Ukrainiec (odc. 281)

Film dokumentalny
- Światy Aloszy Awdiejewa (2004; zdjęcia, reżyseria, produkcja: Marian T. Kutiak)[33]

Serial dokumentalny
- Z Andrusem po Galicji (2015)[34]

## Dyskografia
Albumy
| Alosza Awdiejew w repertuarze żydowskim    | - Data: 1998 - Wydawca: Tandem F.W.                   | –  |
| Piosenki dla Swoich                        | - Data: 1998 - Wydawca: Tandem F.W.                   | –  |
| Chłopcy źli. Piosenki z Odessy i nie tylko | - Data: styczeń 1999 - Wydawca: Tandem F.W.           | –  |
| Słowiańska dusza                           | - Data: 7 marca 2006 - Wydawca: Tandem F.W.           | –  |
| Najpiękniejsze piosenki rosyjskie          | - Data: 3 marca 2008 - Wydawca: Tandem F.W.           | –  |
| Alosza na Bis                              | - Data: 12 listopada 2010 - Wydawca: Polskie Radio    | 37 |
| Jestem tutaj                               | - Data: 15 października 2012 - Wydawca: Polskie Radio | 10 |
| Ostalgia                                   | - Data: 2013 - Wydawca: Oko Art                       | –  |
| „–” album nie był notowany.                |                                                       |    |

Albumy koncertowe
| Pamiątka z Piwnicy pod Baranami             | - Data: styczeń 1992 - Wydawca: Tandem F.W.       | –  |
| Alosza w Bagateli                           | - Data: 2011 - Wydawca: Oko Art                   | –  |
| Koncerty w Trójce vol. 12 - Alosza Awdiejew | - Data: 26 września 2014 - Wydawca: Polskie Radio | 27 |
| „–” album nie był notowany.                 |                                                   |    |

Kompilacje
| Tytuł                                | Dane dot. albumu                                |
| ------------------------------------ | ----------------------------------------------- |
| 45xAlosza Awdiejew - Kolekcja Bardów | - Data: 2002 - Wydawca: Agencja Artystyczna MTJ |

## Wybrane publikacje naukowe i popularnonaukowe
- Pragmatyczne podstawy interpretacji wypowiedzi, Kraków 1987.
- Model gramatyki komunikacyjnej (projekt badawczy), w: Studia nad polszczyzną mówioną Krakowa, Kraków 1991.
- Strategie konwersacyjne (próba typologii), „Socjolingwistyka” 1991.
- Składnik wyjściowy w gramatyce komunikacyjnej, w: Język a kultura, t. 8, Wrocław 1992.
- Standardy semantyczne a znaczenie leksykalne, w: Język a kultura, t. 12, Wrocław 1998.
- Gramatyka komunikacyjna, Warszawa-Kraków 1999 (redaktor).
  - Leksykon w gramatyce komunikacyjnej, w: Gramatyka komunikacyjna, Kraków 1999.
  - Standardy semantyczne w gramatyce komunikacyjnej, w: Gramatyka komunikacyjna, Kraków 1999.
- Tryby komunikacyjne, w: W zwierciadle języka i kultury, red. J. Adamowska i S. Niebrzegowska, Lublin 1999.
- Szkice z filozofii potocznej z rysunkami Janusza Kapusty,  Warszawa-Kraków 1999.
- Komunikatywizm – nowe horyzonty badań nad językiem, w: „Język a komunikacja 1”, red. G. Szpila, Kraków 2000.
- Gramatyka interakcji werbalnej, Kraków 2004.
- Życie po śmiechu. Skrawki felietonów z „Charakterów”, wyd. Charaktery, Kielce 2008, ss. 111, ISBN 978-83-921701-4-3.

## Odznaczenia
- Złoty Krzyż Zasługi (2007)[41]
- Order Ecce Homo (2014)[42]
- Medal Casimirus Magnus (2014)[43]

## Nagrody
- Nagroda w plebiscycie „Profesjonaliści Forbesa” w kategorii aktorów (2013)[44]
- Nagroda dla najlepszego aktora niezawodowego „Monidło” (2014)[45]
- Nagroda Krakowska Książka Miesiąca za książkę Polak z wyboru, czyli szczęśliwy Rosjanin nad Wisłą. Wspomnienia (2019)[46]